# 오시프 자드킨
오시프 자드킨(프랑스어: Ossip Zadkine, 1888년 1월 28일~1967년 11월 25일) 또는 오시프 알렉세예비치 찻킨(러시아어: Осип Алексеевич Цадкин)은 러시아 제국 태생 프랑스의 예술가이다. 조각가로 주로 알려져 있으나 그림과 석판 인쇄물을 만들기도 했다.
비쳅스크 출신인 그는 입체파의 이념에 입각하여 자기의 스타일을 완성한 조각가이다. 1906년 영국으로 가서 회화를 공부하고 1909년 파리로 나와 미술학교에 적을 두었다. 그러나 그에게 중요하였던 것은 파블로 피카소와 마르크 샤갈 및 자크 립시츠 등과의 교우였으며 특히 피카소를 통하여 입체파를 알게 되었고, 회화에서 진전하고 있던 그 원칙을 조각에서 부연하였다. 1920년경부터 입체파는 이미 원칙으로서가 아닌 새로운 가능성으로서 의식되기에 이르러 여기에 자드킨 특유의 스타일의 완성을 보게 되었다. 그것은 항상 인간상을 주제로 하지만 간결한 데포르메에 의해 야성미(野性味)·환상성을 혼합한 힘있는 표현력을 가진 작풍이다. 1954년 작인 <파괴된 도시를 위한 기념비>는 그의 대표작으로 유명하다.